# Consistório Ordinário Público de 1868

## Cardeais Eleitores
| Nº                 | País               | Nome                                   | Idade              | Cargo                                             | Título ou Diaconia                                   |
| Cardeais eleitores | Cardeais eleitores | Cardeais eleitores                     | Cardeais eleitores | Cardeais eleitores                                | Cardeais eleitores                                   |
| ------------------ | ------------------ | -------------------------------------- | ------------------ | ------------------------------------------------- | ---------------------------------------------------- |
| 1                  | França             | Lucien Louis Joseph Napoleão Bonaparte | 39                 | Presbítero da Diocese de Roma                     | Cardeal-presbítero de Santa Pudenciana               |
| 2                  | Itália             | Innocenzo Ferrieri                     | 57                 | Núncio apostólico na Portugal                     | Cardeal-presbítero de Santa Cecília                  |
| 3                  | Itália             | Matteo Eustachio Gonella               | 56                 | Arcebispo de Viterbo                              | Cardeal-presbítero de Santa Maria sobre Minerva      |
| 4                  | Itália             | Lorenzo Barili                         | 66                 | Núncio apostólico na Espanha                      | Cardeal-presbítero de Santa Inês Fora das Muralhas   |
| 5                  | Itália             | Giuseppe Berardi                       | 57                 | Substituto da Secretário de Estado da Santa Sé    | Cardeal-presbítero de Santos Marcelino e Pedro       |
| 6                  | Espanha            | Juan Ignacio Moreno y Maisonave        | 50                 | Arcebispo de Valladolid                           | Cardeal-presbítero de Nossa Senhora da Paz           |
| 7                  | Itália             | Raffaele Monaco La Valletta            | 51                 |                                                   | Cardeal-presbítero de Santa Cruz de Jerusalém        |
| 8                  | Itália             | Edoardo Borromeo                       | 45                 |                                                   | Cardeal-diácono de Santos Vito, Modesto e Crescência |
| 9                  | Itália             | Annibale Capalti                       | 57                 | Secretário da Congregação para a Propagação da Fé | Cardeal-diácono de Santa Maria em Aquiro             |